# Ofer Bar-Yosef

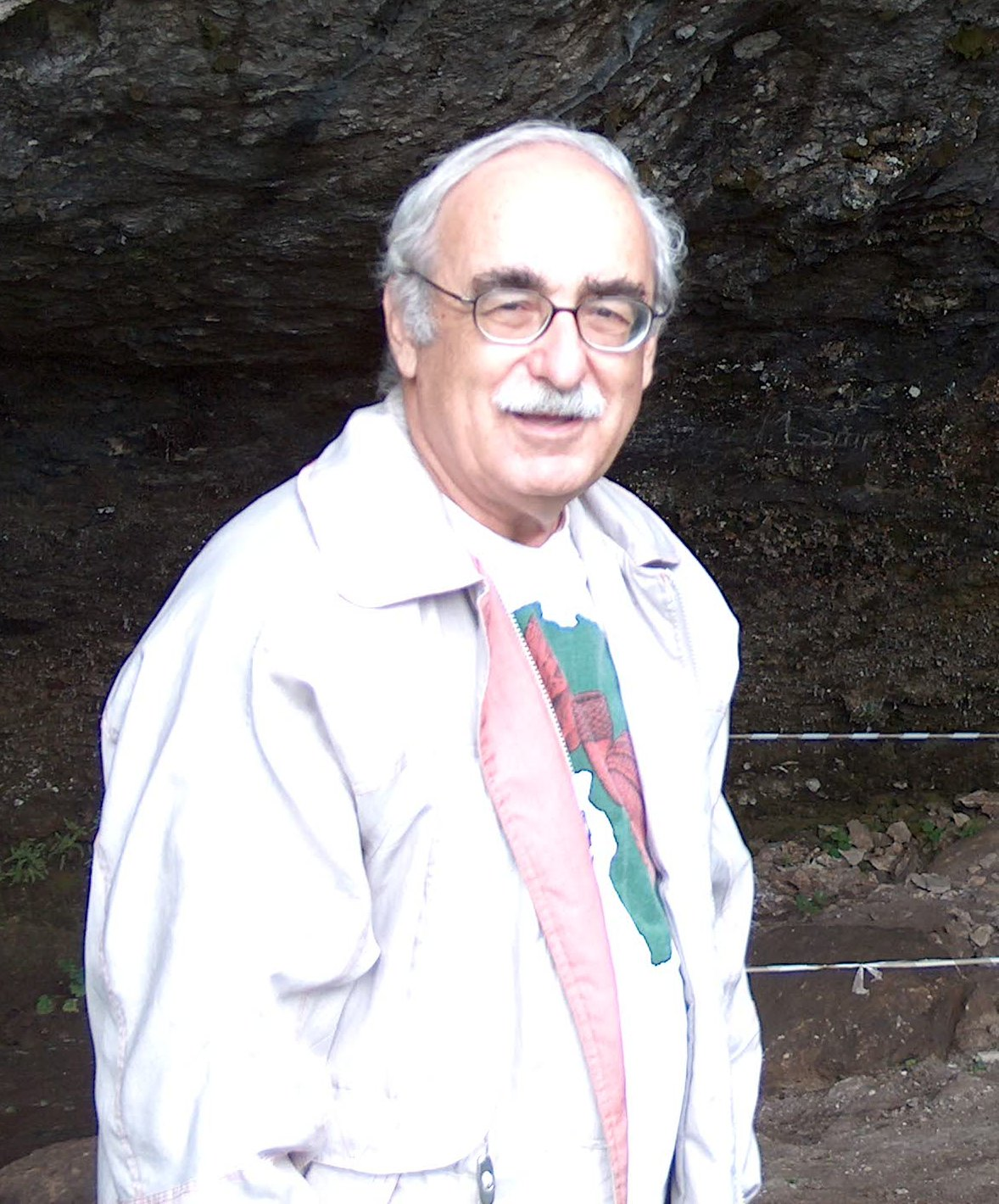
Ofer Bar-Yosef, 2006

Ofer Bar-Yosef; hebräisch עופר בר-יוסף; (* 29. August 1937 in Jerusalem – 14. März 2020) war ein israelisch-amerikanischer Archäologe, dessen Arbeit ihren Schwerpunkt im Paläolithikum hatte.
Die Familie seines Vaters verlagerte um 1850 ihren Wohnort von Marokko, die seiner Mutter den ihren 1891 von Litauen nach Palästina. 1955 bis 1958 leistete er seinen Militärdienst auf dem Sinai ab, wo ihm Kameraden die Analyse von lithischen Artefakten beibrachten; 1957 absolvierte er ein Volontariat auf der Grabung in der Kebara-Höhle, die Moshe Stekelis leitete. 1959 grub Ofer mit an einer frühbronzezeitlichen Stätte im Jordantal.
Er studierte an der Hebräischen Universität in Jerusalem, wo er 1963 seinen Bachelor, 1965 seinen Master absolvierte und 1970 promoviert wurde. Hier wurde er auch Professor für Prähistorische Archäologie. 1988 an die Harvard University berufen, wurde er dort zugleich Kurator für paläolithische Archäologie am Peabody Museum of Archaeology and Ethnology. 2001 wurde er in die National Academy of Sciences gewählt.
Bar-Yosef grub an vielen Fundorten in der Levante, darunter der Kebara-Höhle, dem frühneolithischen Dorf Netiv HaGdud (2004–2005), in der Türkei (Öküzini-Höhle) und in Tschechien, aber auch in der chinesischen Provinz Hunan (Yuchanyan-Höhle) und in Georgien. Er konnte an der Grabungsstätte ʻUbeidiya im Jordantal (Grabungskampagnen 1960 bis 1974) eine 1,5 Millionen Jahre zurückreichende Nutzung nachweisen. Zudem belegte er in den Höhlen von Kebara, Qafzeh und Hayonim die Anwesenheit früher Vertreter des anatomisch modernen Menschen  (Homo sapiens) in der Levante, ebenso wie später von Neandertalern in Kebara.

## Veröffentlichungen (Auswahl)
- mit François R. Valla (Hrsg.): The Natufian Culture in the Levant (= International Monographs in Prehistory. Archaeological Series, 1), International Monographs in Prehistory, Ann Arbor 1991. ISBN 1-879621-01-0.
- mit Renee S. Kra (Hrsg.): Late Quaternary Chronology and Paleoclimates of the Eastern Mediterranean, University of Arizona Press, 1994. ISBN 0-9638314-1-0.
- mit Harold L. Dibble (Hrsg.): The definition and interpretation of Levallois technology (= Monographs in World Archaeology, 23), Prehistory Press, Madison 1995. ISBN 1-88109-412-X.
- mit Thomas R. Rocek (Hrsg.): Seasonality and Sedentism. Archaeological Perspectives from Old and New World Sites (= Peabody Museum. Bulletin, 6), Peabody Museum of Archaeology and Ethnology – Harvard University, Cambridge 1998. ISBN 0-87365-956-2.
- mit Takeru Akazawa, Kenichi Aoki (Hrsg.): Neandertals and Modern Humans in Western Asia, Plenum Press, New York 1998. ISBN 0-306-45924-8.
- mit Anna Belfer-Cohen: From Africa to Eurasia – Early Dispersals, in: Quaternary International 75 (2001), S. 19–28, doi:10.1016/S1040-6182(00)00074-4.
- Eat what is there: hunting and gathering in the world of Neanderthals and their neighbours, in: International Journal of Osteoarchaeology 14 (2004), S. 333–342. doi:10.1002/oa.765, Volltext (PDF)
- mit Liliane Meignen (Hrsg.): Kebara Cave, Mt. Carmel, Israel. The Middle and Upper Paleolithic Archaeology (= American School of Prehistoric Research. Bulletin, 49), Band 1, Peabody Museum of Archaeology and Ethnology – Harvard University, Cambridge 2007. ISBN 978-0-87365-553-8.
- mit Katherine V. Boyle, Clive Gamble (Hrsg.): The Upper Palaeolithic Revolution in Global Perspective. Papers in Honour of Sir Paul Mellars, McDonald Institute for Archaeological Research, Cambridge 2010. ISBN 978-1-902937-53-3.
- mit François R. Valla (Hrsg.): Natufian Foragers in the Levant. Terminal Pleistocene Social Changes in Western Asia (= International Monographs in Prehistory. Archeological Series, 19), International Monographs in Prehistory, Ann Arbor 2013. ISBN 978-1-879621-45-9.
- mit Royal E. Taylor: Radiocarbon Dating. An Archaeological Perspective, 2. Aufl., Left Coast Press, Walnut Creek 2014. ISBN 978-1-59874-590-0